# ارغوان
اَرغَوان (نام علمی: Cercis siliquastrum) نام یک گونه درخت از سرده ارغوان است.
بلندی آن گاهی به ۱۲ متر هم می‌رسد، اما بیشتر به صورت درختچه‌است. ارغوان گیاه بومی سرزمین‌های جنوبی اروپا و جنوب غربی آسیا است و در ایران در خراسان رضوی، ایلام، شاهرود، کرمان، مازندران، گیلان، همدان، لرستان و فارس و در پاوه استان کرمانشاه (روستای داریان) به صورت خودرو می‌روید.
این درخت را به عنوان گیاه زینتی می‌کارند. در شهرهای شمالی استان خوزستان مانند دزفول، شوشتر، مسجدسلیمان و هفت تپه نیز این گیاه به وفور یافت می‌شود اما زمان گل‌دهی آن اواسط زمستان است. ولایت پروان در کشور افغانستان نیز برای رشد ارغوان بسیار مناسب است به‌گونه‌ای که در اردیبهشت ماه هر سال دشت‌های این ولایت به گل‌های زیبای ارغوان آذین شده و نمای زیبایی را به منطقه می‌دهد. 
هر ساله مراسمی ادبی و فرهنگی به نام جشن ارغوان با حضور شاعران و نویسندگان و همین‌طور مقامات دولتی و محلی در منطقه پروان برگزار می‌شود و حتی دولت افغانستان در صدد آن است که این جشن را در میراث جهانی یونسکو به ثبت برساند.
برگ‌های ارغوان به شکل قلب، بدون کرک و دارای کناره‌های صاف است. گل‌های این درخت در اوایل بهار، در گروه های۳ تا۶ تایی، روی شاخه‌ها و حتی روی ساقه اصلی، پیش از رشد برگ‌ها پدید می‌آیند و چون عده آن‌ها بسیار زیاد است، منظره زیبایی به درخت می‌دهد. مزه گل ارغوان ترش و نسبتاً مطبوع است. از این رو در بعضی از کشورها گل ارغوان را همراه سالاد می‌خورند یا در بعضی از غذاها می‌ریزند.
ارغوان در خاک‌های آهکی پرقوت بهتر رشد می‌کند و در برابر خشکی مقاوم است و به تابش مستقیم نور خورشید نیاز دارد. برای زیاد کردن این درخت، بذر آن را فروردین در هوای آزاد می‌کارند. این درخت را از راه پیوند و قلمه‌زدن نیز زیاد می‌کنند.
امروزه مراکز حفاظت از منابع طبیعی آن را برای حاشیه شهرها و روستاها توصیه می‌کنند و حتی بعضی از مراکز دولتی نهال ارغوان را تولید و به‌طور رایگان در اختیار علاقه‌مندان قرار می‌دهند.
این درخت در خاک‌های گچی و آهکی بهتر رشد می‌کند و در مقابل گرمای تند آفتاب و خشکی خاک بسیار مقاوم است. سرزمین مادری‌اش مناطق شرق مدیترانه‌است و در کشور ما گسترش زیادی دارد.

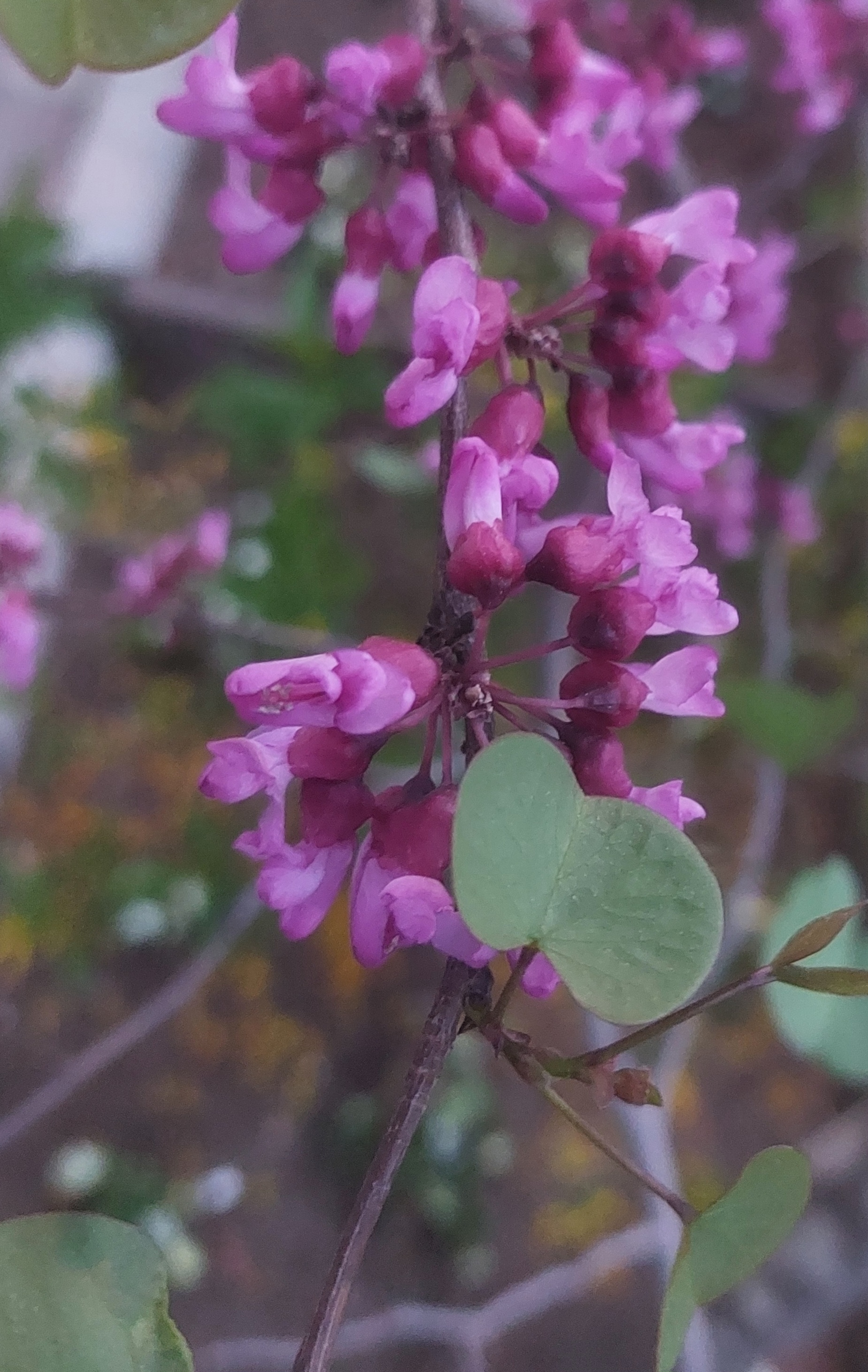
گل های ارغوان از نمای نزدیک

اوایل «اردیبهشت»، ارغوان تماشایی‌ترین زمان خود را می‌گذراند. در این هنگام در حالی که شاخه‌ها هنوز بدون برگ هستند، گل‌های خوشه‌ای و صورتی‌رنگش به حالت آویخته ظاهر می‌شوند و سپس برگ‌های سبز و قلبی‌شکل، آن شاخه‌ها را زینت می‌بخشد.
وقتی عمر گل‌ها به پایان رسید، بذرها در داخل محفظه‌هایی به نام نیام قرار گرفته و تمام طول سال روی شاخه‌ها باقی می‌مانند.

## نام

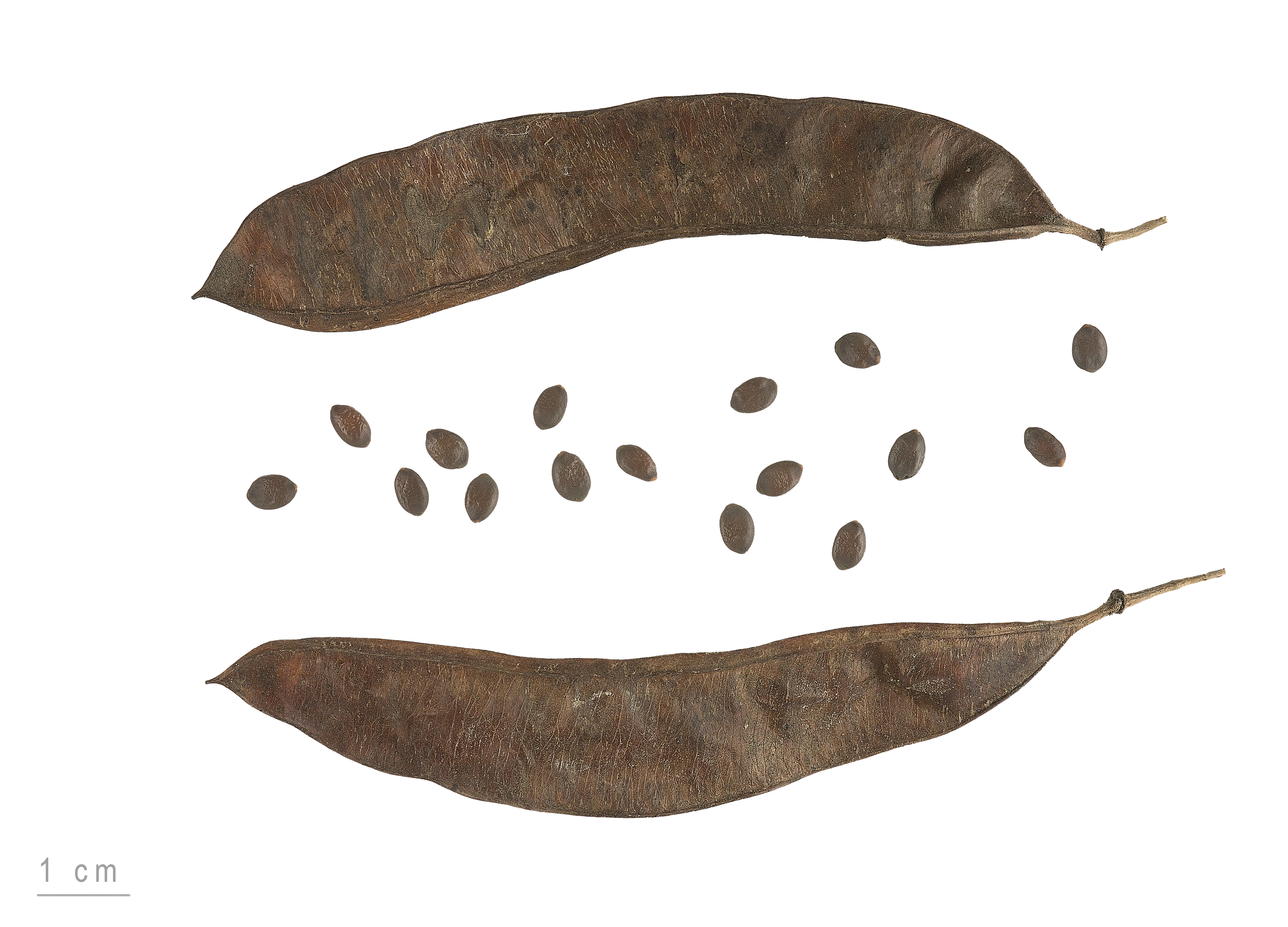
Cercis siliquastrum

در افسانه‌ها ارغوان درختی است که جبرئیل در هیبت آن بر موسی نازل شد.
نام علمی این گیاه cercis siliquastrum است و به یونانی به آن sixia می‌گویند. ریشهٔ واژهٔ فارسی ارغوان که هم‌ریشه‌هایش در بسیاری از زبان‌های دیگر از جمله آرامی، عربی، عبری، و اوگاریتی هم وجود دارد، نهایتاً به واژهٔ باستانی اکدی argamannu می‌رسد (که از طریق اکدی گونهٔ آشوری جدید وارد این زبان‌ها شده‌است، که در آن /m/ میان دو مصوت به /w/ تحول می‌یافته‌است: argawannu) که به معنی رنگ بنفش مایل به قرمز است. ارغوان درختی از خانواده پروانه‌آسا است. این درخت در اول بهار می‌روید و گل‌های آن زودتر از برگ‌های آن در می‌آید و دارای شاخه‌های متقابل است. این نام در ایران به عنوان نام دختر نیز استفاده می‌شود.

## شرایط مناسب برای کاشت ارغوان
ارغوان، مناسبِ باغچه‌های بزرگ یا حاشیه کنار پیاده‌روهاست. این درخت به نورِ فراوانِ آفتاب احتیاج دارد. آن را در محل‌های کم‌نور نباید کاشت. از سویی دیگر به سرما حساس است و مناسب مناطق سردسیر نیست. در عوض در مناطق مرکزی کشور و در حاشیه کویر به آسانی می‌روید. راز سلامتی این گیاه در قابل نفوذ بودنِ خاک است، هر قدر خاک زهکش بهتری داشته باشد ارغوان سالم‌تر می‌ماند. اگر در کنار دیوار غرس شود ممکن است ریشه‌های عمیقش به استحکام دیوارها آسیب برساند.

### کاشت نهال
موقعی که درخت هنوز بدون گل و برگ یا به اصطلاح در خواب زمستانه به سر می‌برد؛ زمان مناسبی برای انتقال به باغچه است. حجم گودال باید مناسب با حجم ریشه باشد. قبل از انتقال نهال، هرس ریشه‌های پوسیده ضروری است.

## در شعر پارسی
در شعر شاعران بزرگ پارسی از جمله فردوسی، حافظ، مولوی، سعدی و نظامی از ارغوان استفاده بسیار شده است. از رنگ گل‌های درخت ارغوان برای توصیف رنگ شراب یا رنگ لب یار و گاهی از کلمه ارغوان برای اشاره به بهار بهره گرفته شده است.
حافظ در غزل نفس باد صبا اینگونه از ارغوان یاد کرده است:
ارغوان جام عقیقی به سمن خواهد داد / چشم نرگس به شقایق نگران خواهد شد
که یعنی در فصل بهار ارغوان (نماد معشوق) جامی از شراب ارغوانی رنگ به گل یاسمن (سفید و رنگ پریده، نماد عاشق) پیش‌کش می‌کند و او را رنگ و جلا می‌بخشد.
هوشنگ ابتهاج هم از زندان با ارغوان درد دل می‌کند:
ارغوان، شاخه‌ی هم‌خون جدا مانده‌ی من،
آسمان تو چه رنگ است امروز؟
آفتابی است هوا؟ یا گرفته‌ است هنوز؟
من در این گوشه که از دنیا بیرون است،
آفتابی به سرم نیست، از بهاران خبرم نیست.
آنچه می‌بینم دیوار است.
آه این سخت سیاه، آن‌چنان نزدیک است
که چو بر می‌کشم از سینه نفس، نفسم را بر می‌گرداند.